# トゥンク・チ・ディ・ティロ
トゥンク・チ・ディ・ティロ・ムハンマド・サマン（Teungku Chik di Tiro Muhammad Saman、1836年 - 1891年1月21日）は、アチェ王国のウラマー。アチェ戦争の指導者の一人として活躍し、1973年11月6日にインドネシア国家英雄の称号を授与されている。
本名は「シェフ・サマン(Syeh Saman)」で、広く知られている通称「トゥンク・チ・ディ・ティロ」は、「ティロの大ウラマー」という意味の称号である。自由アチェ運動の最高指導者ハッサン・ディ・ティロの祖父にあたる。

## 生涯

### 反オランダ意識の形成
1836年にアチェ王国ピディ・ティロのカディ（イスラム教裁判官）であるトゥンク・シンドリの息子として生まれる。サマンは父の元で教育を受けた後、15歳の時からは叔父トゥンク・チ・ダヤー・ジット・ディ・ティロの元で教育を受ける。数人の教師から教育を受けた後にアチェ・ベサールに移り、2年間を同地で過ごした。サマンはイスラム教を学ぶ傍ら、オランダ領東インド政府軍との戦闘に参加した。その後、故郷に戻ったサマンは叔父と共に教師としてイスラム教を教えた。
数年後、サマンはハッジになるためメッカに巡礼の旅に出た。メッカではスマトラ島、ジャワ島、ボルネオ島のイスラム指導者や革命家と交流し、彼らと帝国主義や植民地主義の議論を重ねる中でオランダとの闘争に一層関心を抱くようになった。
1880年、故郷に戻っていたサマンの元を、オランダとの闘争を指揮するウラマーを探し求めるゲリラ部隊が訪れ、サマンは彼らの指導者の役目を引き受け、アチェ各地を転々とした。サマンは訪れる村々のモスクで演説し、「カーフィルに対するジハードは我々の義務である」と訴えた。同時に、各地のウラマーに「1883年までにオランダをアチェから追い出す」として協力を訴える書簡を送っている。

### アチェ戦争

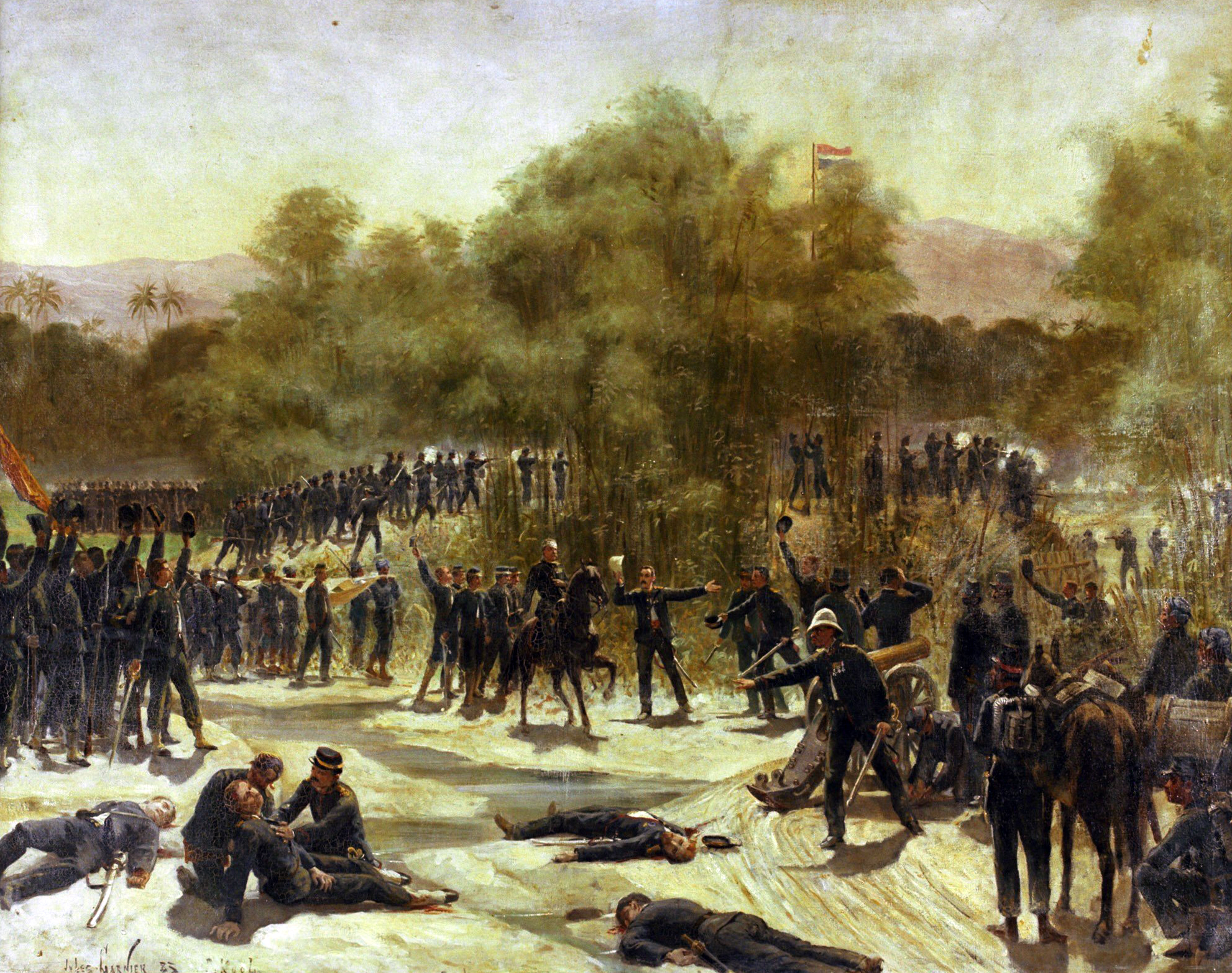
アチェ戦争を描いた絵画

サマンと各地のウラマーたちはスルターンであるムハンマド・ダウド・シャーの支援を得て、対オランダ闘争のために6,000人の兵力を集めた。オランダは反乱の兆候を察知していたが、中心人物であるサマンの存在は認識しておらず、兵力を整えたサマンはオランダ軍の要塞間の通信網を破壊した。1881年5月にサマンの部隊が戦闘に加わったことで、アチェ戦争のアチェ軍の劣勢を大きく覆した。
攻撃を受けたオランダ軍はラムバロ、アヌックガロン、サマハニの要塞の軍備を増強した。しかし、サマンの部隊は地の利を得てオランダ軍を圧倒し、1882年から1883年にかけて戦闘を行いブルエ島を占領した。1883年初頭にはコタラジャのオランダ軍要塞への攻撃を開始し、オランダ軍指揮官を討ち取ったものの、要塞の攻略には失敗している。アチェ軍は勢力を拡大し、オランダの支配地域は一時期4平方キロメートルにまで減少した。1884年4月には、ムハンマド・ダウド・シャーが「サマンこそ国民の指導者である」と称賛する一方で、「自分こそがアチェ王国のスルターンである」と宣言した。これを受けて、サマンはスルターンになる意思がないことを8月に明言している。
サマンは1885年までにオランダ軍は降伏すると感じていた。彼はオランダ軍に使者を派遣し、「オランダ人がイスラム教に改宗するなら降伏を受け入れる」と条件を提示している。1888年には別の条件を記した書簡を送ったが、この書簡は黙殺された。サマンは遠征を繰り返し実施したが、コタラジャを陥落することは出来なかった。

### 暗殺

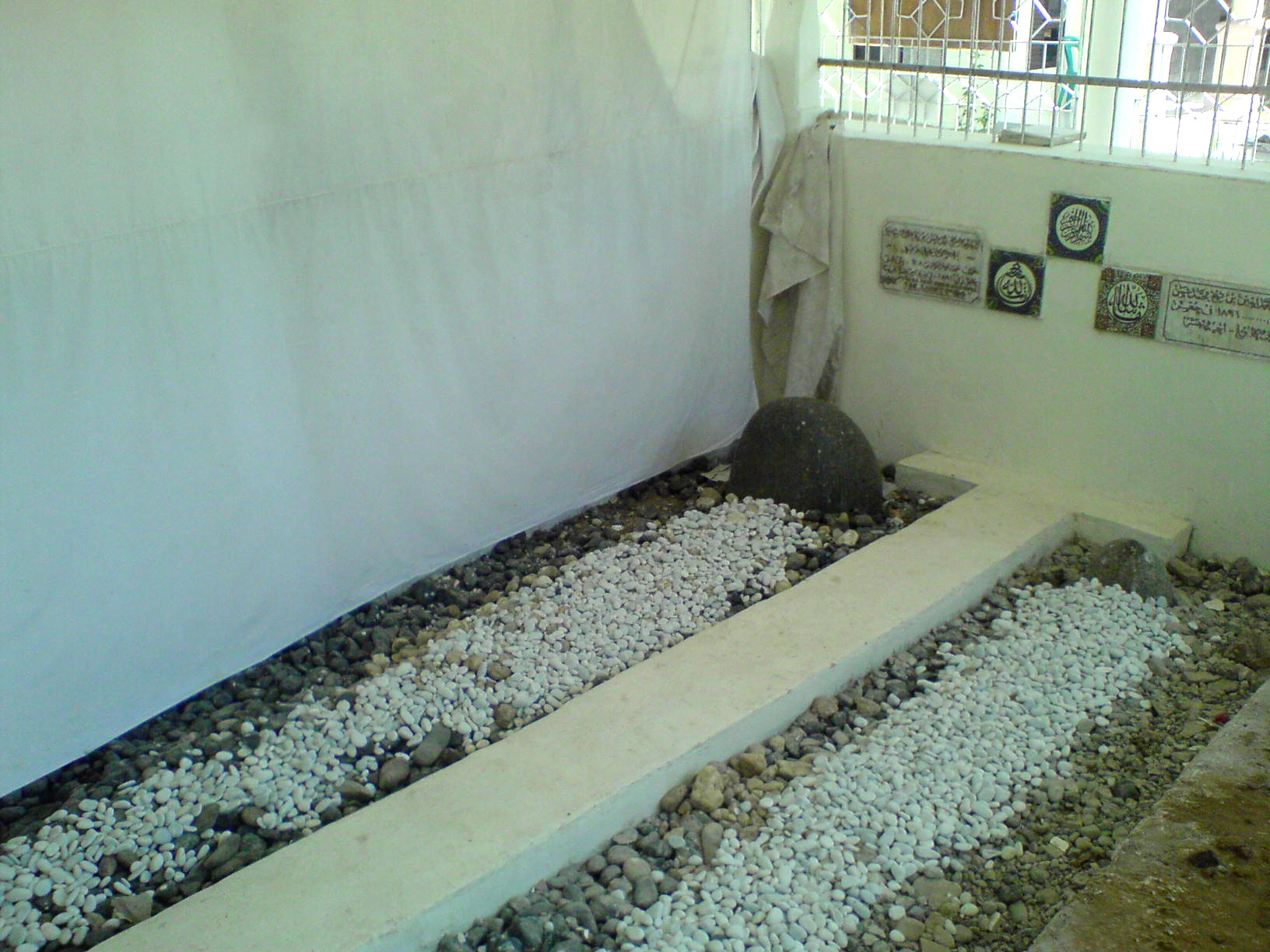
サマンの墓

1891年1月21日、サマンはアチェ軍指導者の息子から毒を盛られた。その息子は、サマンを殺す見返りに指導者の地位をオランダ軍に約束されていたという。サマンはアチェ軍の要塞に運ばれたが、到着した時には既に死去していた。遺体はアチェにある一族の墓地に埋葬された。サマンの死後、トゥク・ウマール、チュ・ニャ・ディン、チュ・ニャ・ムティアがアチェ軍の指導者として闘争を継続したが、アチェ軍はこの後、勢力を盛り返したオランダ軍の攻勢の前に敗北していった。

## 顕彰
1973年11月6日、インドネシア大統領スハルトの大統領令第87号により、インドネシア国家英雄の称号が贈られた。サマンの名前はジャカルタなど各地の主要道路に名付けられている。 